# Chu!SHOP
Chu!SHOP（チュウショップ）は、2007年3月21日から2012年3月25日まで中京テレビが運営していた番組グッズ取扱店である。

## 概要
2007年3月21日、名鉄百貨店ヤング館1階に「Chu!SHOP名古屋駅店」がオープン。他に通信販売を担う「WEB Chu!SHOP」と「Chu!SHOPヤフー店」が中京テレビ公式サイト内とYahoo!ショッピング内に設けられていたが、実店舗はこの名古屋駅店のみだった。名古屋駅店の営業日は、名鉄百貨店ヤング館の営業日に準じていた。
店内はピンクと白の2色でカラーリングされ、DJブースも設けられていた。このDJブースでは、中京テレビのアナウンサーたちによる生トークが行われていた。その模様は、中京テレビ公式サイト内で「ちょこっとだけ Chu!SHOP DJ」と題して配信されていた。また、名古屋駅店は人通りの多い笹島交差点前にあったことから、店舗前でアイドルユニットなどによるストリートライブが行われることもあった。
販売品は中京テレビ製作番組のグッズ、チュウキョ〜くんのグッズ、営業当時中京テレビでもレギュラー番組を持っていたSKE48のグッズなどがメインだった。ほか、『ダウンタウンのガキの使いやあらへんで!!』や『それいけ!アンパンマン』などの日本テレビ製作番組のグッズも一部取り扱っていた。取り扱っていたのは基本的に当時放送されていた番組関係のみであり、過去の番組関係で販売されていたのは『スーパーチャンプル』のグッズのみである。
名古屋駅店はその後、2012年3月25日をもって閉店したことが中京テレビ公式サイトで告知されたが、同サイト内とYahoo!ショッピング内で行われていた通信販売は、その後も楽天市場内で続けられている（中京テレビ公式サイト最下段に「Chu!SHOP楽天市場店」へのリンクあり）。